# Ардинско
 Тази статия е за историко-географската област.  За общината вижте Ардино (община).  
Ардинско, в миналото Егридеренско, е историко-географска област в Южна България, около град Ардино.
Територията ѝ съвпада приблизително с някогашната Ардинска околия – днешните общини Ардино и Баните, североизточната част на община Мадан (селата Арпаджик, Борика, Боровина, Букова поляна, Буково, Вехтино, Високите, Върбина, Габрина, Галище, Дирало, Долие, Касапско, Кориите, Купен, Леска, Лещак, Ливаде, Миле, Планинци, Равнил, Стайчин дол, Студена, Уручовци и Цирка), както и селата Белев дол, Катраница и Петково в община Смолян, Безводно в община Черноочене и Ненково в община Кърджали. Разположена е по средното течение на Арда в северозападната част на Източните Родопи. Граничи с Асеновградско и Първомайско на север, Кърджалийско на изток, Момчилградско и Златоградско на юг и Смолянско на запад.